# ادسن، نبراسکا
ادسن(به انگلیسی: Edison) شهری در ایالت نبراسکا کشور ایالات متحده آمریکا است که جمعیت آن در سرشماری سال ۲۰۱۰ میلادی، ۱۳۳ نفر بوده‌است.